# Saison 1 de H
Chronologie
Saison 2
Cet article présente la première saison de la série télévisée française H. Cette saison a été diffusée sur Canal+ du 24 octobre 1998 au 13 mars 1999 et a été tournée aux Studios de la Montjoie à La Plaine Saint Denis.

## Épisodes

### Épisode 1:L'Anniversaire
- Philippe Dormoy (acteur)
- Jacques Pratoussy (le facteur)

### Épisode 2:Trop moche pour être belle
- Christophe Boulsse
- Niels Dubost (Rémy, le stagiaire)
- Stéphanie Lagarde (Léa)
- Marie-Charlotte Leclaire (Sylvie)

### Épisode 3:Un manuscrit
- Marie-Christine Adam (la maman du patient suicidaire)
- Karine Nuris (Brigitte, l'infirmière)
- Bruno Solo (le patient suicidaire)

### Épisode 4:Un meilleur copain
- Gérard Chaillou
- Niels Dubost (Rémy,  le stagiaire)
- Pierre Gérald (le patient en chaise roulante)
- Christian Sinniger (le cascadeur)

### Épisode 5:Une grossesse
- Valentine Varela (Delphine)
- Diane Simenon (la journaliste)
- Barnaby Apps
- Hervé Husson

### Épisode 6:No clowning
- Gilles Arbona (Rigolus le clown)
- Laurent Kerusore (barman au self-service de l'hôpital)
- Patrick Paroux (l'huissier)
- Paul Le Person (M Pasquier)
- Ludovic Schoendoerffer (Le patient)

### Épisode 7:Une thérapie de couple
- Chrystelle Labaude (la championne d'Europe de judo)
- Élise Tielrooy (la psychologue)
- Louison Roblin (madame Rodier)
- Jean-Claude de Goros (Albert Paillard)

### Épisode 8:Une belle maman
- Françoise Brion : Françoise Saulnier
- Alice Evans : Gaëlle
- Alexandre Dubarry
- Hervé Husson

### Épisode 9:Une promesse
- Claire Nadeau : Éliane Strauss (l’ex-femme de Strauss)
- Nozha Khouadra : Farida Driddi (La sœur de Jamel)

### Épisode 10:Une vie de chien
- Serge Feuillard : François dit Fanfan, comédien homosexuel

### Épisode 11:Un mensonge
- Julie Du Page (Corinne, la stagiaire)
- Rosine Favey
- Lorànt Deutsch (Loïc Zolla, le stagiaire brancardier)

### Épisode 12:Un flacon rouge
- Niels Dubost (Rémy, le stagiaire)
- Axelle Laffont (la présentatrice télé)
- Eugénie Grimblat (Cécile, l'ex-petite amie d'Aymé)
- Philippe Clamchor
- Fabien Bohar
- Arnaud Xointe
- Philippe Blancher (le nettoyeur)

### Épisode 13:Une histoire de comédienne
- Micheline Presle (elle-même)
- Olivier Balazuc (fils d'un patient peintre)

### Épisode 14:Une histoire de professeurs
- Pierre Vernier (le Professeur Garnier)
- Jean-Marc Le Bars
- Bruno Gaccio

### Épisode 15:Une histoire de héros
- Philippe Khorsand (Maurice, l'homme amoureux de Béa)
- Nicole Evans
- Isaac Sharry (l'homme qui se fait tabasser)
- Alexandre Pesle
- Matthias Van Khache (Ludovic, le fiancé de Clara âgé de 16 ans)

### Épisode 16:Un coup de froid
- Philippe Spiteri (le brancardier complice dans le trafic de pizzas)
- Christophe Guybet
- Hervé Jouval
- Mathieu Delarive (Le prétendant de Béa)

### Épisode 17:Une histoire de famille
- Jean-Claude Dreyfus (Cyril Strauss, frère de Maximilien)
- Lara Suyeux
- Édouard Prettet (l'homme qui demande des renseignements à Jamel)

### Épisode 18:Une histoire de mari
- Isabelle Doval (Hélène, la maîtresse libertine d'Aymé)
- Gustave Kervern (Clément, le mari cocu d'Hélène)

### Épisode 19:Une histoire de lapin
- Pierre Palmade (lui-même)
- Thierry Henry (lui-même)
- Bruno Buffoli
- Hervé Husson

### Épisode 20:Une différence
- Laurent Bréchet : Yvon, le nain blagueur
- Slony Sow (ou Siony) : Jérôme
- Didier Royant : un patient